# Champrond-en-Perchet
Champrond-en-Perchet é uma comuna francesa na região administrativa do Centro, no departamento Eure-et-Loir. Estende-se por uma área de 8,94 km². Em 2010 a comuna tinha 408 habitantes (densidade: 45,6 hab./km²).